# Grupo Desportivo de Monte do Trigo
O Grupo Desportivo de Monte do Trigo é um clube português, localizado na freguesia de Monte do Trigo, concelho de Portel, distrito de Évora.

## História
O clube foi fundado em 10 de outubro de 1993 e o seu actual presidente é Carlos Couquinha. A primeira época em que disputou campeonatos da associação de Futebol de Évora remonta ao ano de 1977. Desde essa época (77/78, venceu por duas vezes o Campeonato da 2ª. divisão Associação de Futebol de Évora, foi Campeão Distrital de Iniciados, venceu três vezes a taça da Associação de Futebol de Évora, e corou-se por duas vezes como vencedor maior do Distrito ao vencer  a Divisão de Honra, subindo por isso aos nacionais (3ª. divisão - série F) ( fonte -  http://grupodesportivodemontedotrigo.blogspot.com/ )

## Estádio
A equipa disputa os seus jogos em casa no Campo D. Manuel II.

## Marca do equipamento e patrocínio
A equipa de futebol enverga equipamento da marca Patrick e tem o patrocínio de Manuel J. R. Vieira Lda. e Caixa de Crédito Agricola Mutuo.